# Abel Servien

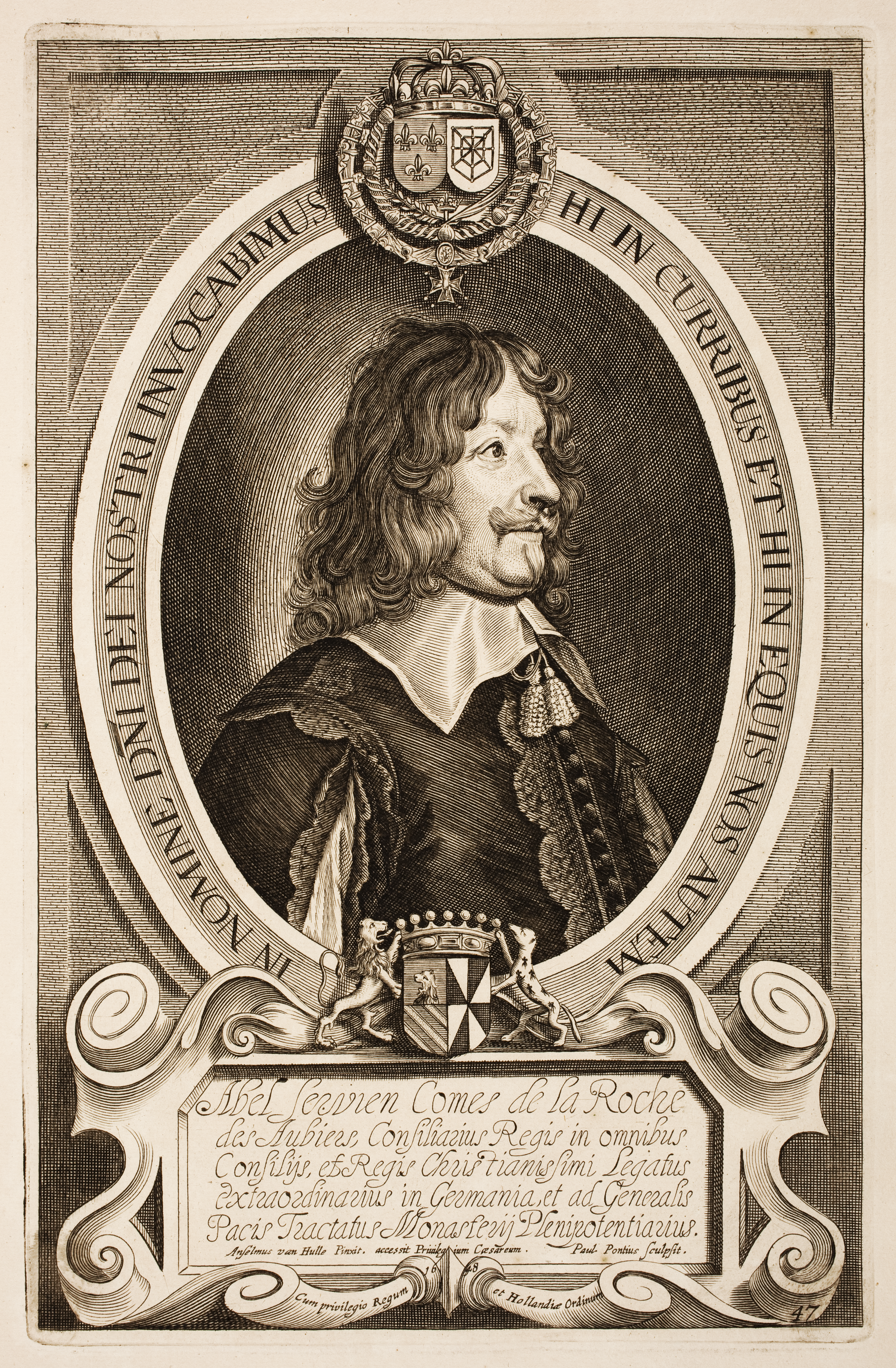
Abel Servien

Abel Servien, marquis de Sablé und de Boisdauphin, comte de La Roche des Aubiers (* 1. November 1593 in Grenoble; † 12. Februar 1659 in Meudon) war ein französischer Diplomat und Staatsmann.

## Familie
Abel Servien stammte aus einer Familie des Beamtenadels und war ein Sohn von Antoine Servien. Er selbst heiratete um 1640 Augustine Le Roux, die Witwe des Grafen d’Onzain. Aus der Ehe gingen mehrere Kinder hervor.

## Leben
Er studierte Rechtswissenschaften. Im Jahr 1616 wurde er Procureur Général (Staatsanwalt) am Parlement in Grenoble. Damit folgte er seinem Vater im Amt. Für Rouen war er 1617 Mitglied der Notabelnversammlung. Im Jahr 1618 wurde er zum Staatsrat ernannt. Er ging 1624 nach Paris und genoss die Unterstützung von Kardinal Richelieu. Er wurde 1627 Intendant in Guienne. Richelieu verwandte ihn ab 1628 für diplomatische Aufgaben. So verhandelte er in Grenzfragen mit Spanien.
Im Jahr 1630 wurde er Präsident des Parlaments von Bordeaux, wurde aber bald schon außerordentlicher Gesandter in Italien. Er stand im Rang eines Secrétaire d’État de la Guerre (also eines Kriegsministers). Er war an der Beendigung des mantuanischen Erbfolgekrieges beteiligt. Er unterzeichnete 1631 das Friedensabkommen von Cherasco zwischen Ludwig XIII. und Kaiser Ferdinand II. Auch den Frieden mit Savoyen hat er mit unterschrieben. Servien hat auch dazu beigetragen, die Festung Pinerolo im Piemont für Frankreich und damit einen Alpenübergang zu gewinnen.
Der Académie française gehörte er seit 1634 an. Im Jahr 1636 fiel er jedoch nach einer Intrige am Hof bei Richelieu in Ungnade. Damit verlor er seine Ämter. Nachfolger als Kriegsminister wurde François Sublet des Noyers. Servien zog sich auf seine Besitzungen zurück. Kardinal Jules Mazarin verwandte ihn wieder als Gesandten. Er war 1644 am Abschluss eines Bündnisvertrages mit den Niederlanden beteiligt. Das Verhältnis zum Hauptgesandten, den Grafen d’Avaux, war allerdings sehr gespannt.
Servien wurde 1644 nach Münster zu den Verhandlungen zum Westfälischen Frieden entsandt. Als Vertrauter von Mazarin sollte er d’Avaux kontrollieren. Kurze Zeit später wechselte er nach Osnabrück, wo parallele Verhandlungen stattfanden. Dort blieb er bis 1646. Da sich bei den Verhandlungen ein Übereinkommen zwischen Spanien und den Niederlanden abzeichnete, reiste er nach Den Haag, um dieses zu verhindern. Erfolglos kehrte er 1647 nach Münster zurück. Nachdem Henri II. d’Orléans-Longueville und d’Avaux abberufen worden waren, war Servien der einzige französische Gesandte auf dem Friedenskongress. Er unterzeichnete in Osnabrück die Verträge am 24. Oktober 1648.
Er führte ein kleineres Haus als andere Gesandte in Münster. Aber er ließ so viel Wein von Frankreich über die Niederlande nach Westfalen transportieren, dass die Niederländer annahmen, er würde damit handeln und wollten darauf Zoll erheben.
Im Jahr 1649 wurde er zum Minister ernannt und war ab 1651 Trésorier (Schatzmeister). Er war auch Kanzler des Ordens vom Heiligen Geist. Ab 1653 war er zeitweise zusammen mit Nicolas Fouquet Oberintendant der Finanzen. Während der Zeit der Fronde stand er stets auf Seiten Mazarins. Bei den Verhandlungen zum Pyrenäenfriede von 1659 diente er dem Kardinal als Berater.